# Deir al-'Asal al-Fauqa
Deir al-'Asal al-Fauqa, en arabe : دير العسل الفوقا, est un village du gouvernorat de Hébron en Palestine, situé à 16 km à l'ouest de Hébron, au sud-ouest de la Cisjordanie.
Selon le recensement du bureau central palestinien des statistiques, la localité compte une population de 1 859 habitants en 2017.